# Lefortovo
Lefortovo (in russo Лефортово?) è il nome di un quartiere di Mosca sito nel distretto sud-orientale.

## Storia
Le origini del quartiere vengono fatte risalire al 1699, prende il nome dall'ammiraglio François Lefort, collaboratore dello zar Pietro il Grande, le cui truppe erano allocate nell'area, nella non distante "sloboda tedesca". Nei secoli successivi il quartiere ha ospitato strutture militari e industrie.
Nel 1881 furono aperti il carcere Lefortovo e una fermata ferroviaria lungo la linea Rjazanskaja; nel 1883 iniziò l’attività l’industria metallurgica Moskovskaja, in seguito nota come Serp-i-Molot (“Falce e Martello”). Nel 1920, dopo la Rivoluzione d'ottobre, l'area viene unita al quartiere Baumanskij. Il quartiere attuale viene definito con la riforma amministrativa del 1991.

## Monumenti e luoghi d'interesse
Nel quartiere moscovita vi è ubicato uno storico cimitero settecentesco.

## Infrastrutture e trasporti
Il quartiere è servito da una stazione della metropolitana.